# Boyd Norton
Pour les articles homonymes, voir Norton.
Boyd Norton, né le 8 avril 1936 est un photographe américain de paysages . Connu pour ses photos du monde sauvage et de la nature, il a toujours défendu l'écologie et la protection de l'environnement. Ainsi, il a travaillé dans le cadre du projet Documerica (en) initié par l'Agence américaine de protection de l’environnement au début des années 1970. Il est le photographe/auteur de 17 ouvrages couvrant des thèmes variés depuis les éléphants d'Afrique jusqu'aux gorilles des montagnes en passant par le Lac Baïkal ou les problèmes pour conserver l'Alaska ou les Montagnes Rocheuses .

## Vie et carrière

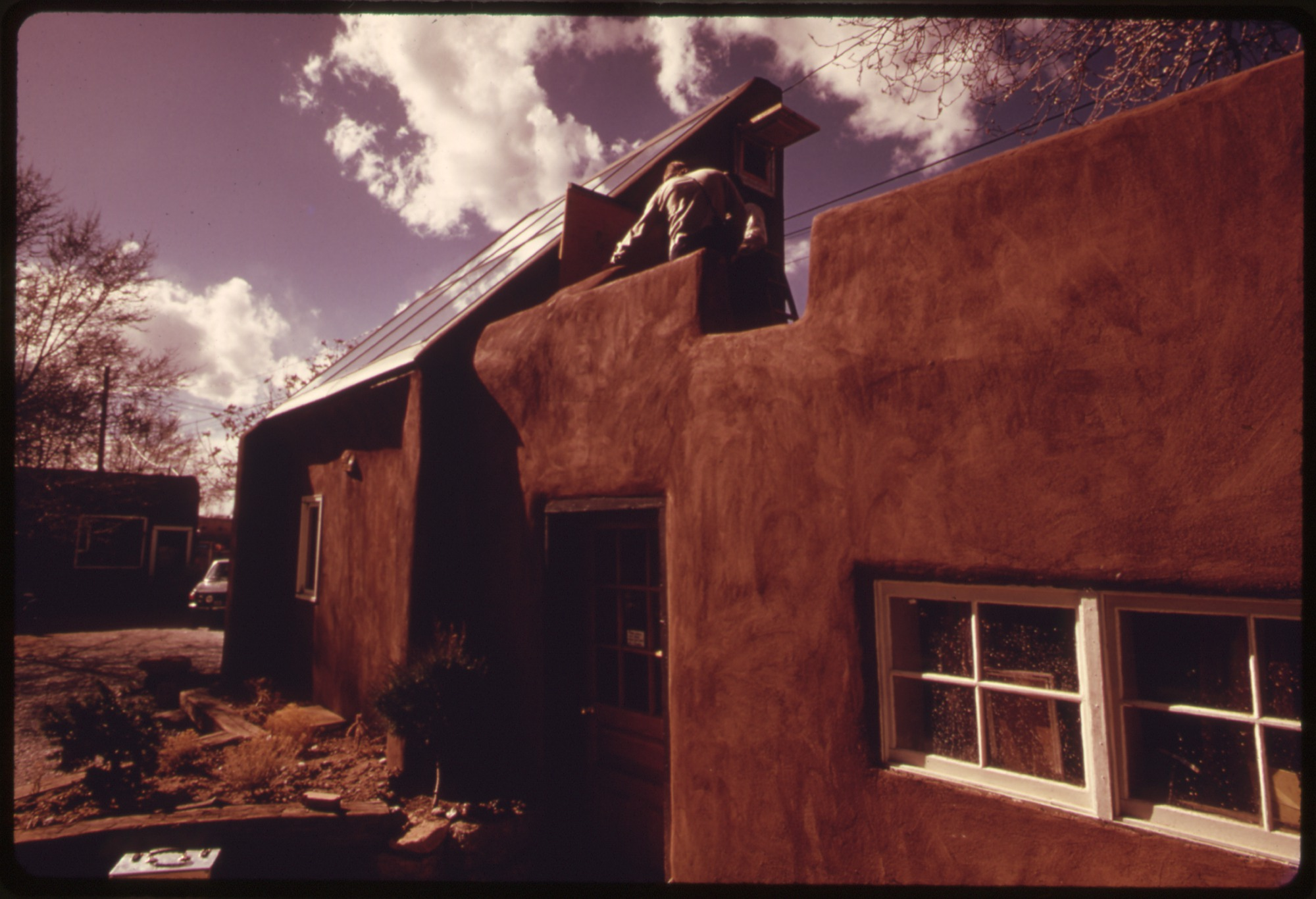
Installation d'un chauffage solaire dans une maison en adobe à Santa Fe (Nouveau-Mexique), photo de B. Norton, 1974.

En août 1960, lors d'un road trip en Californie, Boyd tombe amoureux de Teton Range et décide de travailler au sein de la Commission de l'énergie atomique des États-Unis à Idaho Falls, en Idaho pour pouvoir vivre à proximité. Hells Canyon, à la limite de l'Oregon et de l'Idaho, est le premier endroit où Boyd utilise la photographie pour défendre la cause environnementale. En 1969, ses photos de Hells Canyon ont été utilisées pour convaincre le sénateur de l'Oregon Bob Packwood (en) de créer l'aire nationale de récréation de Hells Canyon. Elles ont également aidé à l'établissement de la zone remarquable de Jedediah Smith Wilderness (en) près du Parc national de Grand Teton et de la zone protégée Sawtooth Wilderness (en).
Son livre Alaska: Wilderness Frontier décrit les zones qui seront protégées par l'Alaska National Interest Lands Conservation Act. À sa demande, des exemplaires du livre ont été envoyés aux membres du Congrès . Depuis lors, son engagement pour la cause environnementale est de renommée mondiale
En 1990, en compagnie de David Brower, il a exercé des pressions sur Eduard Shevardnadze, alors Ministre des Affaires étrangères de Russie, afin d'obtenir que le Lac Baïkal entre au Patrimoine mondial de l'Unesco. Le livre racontant le voyage en Sibérie de Peter Matthiessen avec les photos de Boyd Norton a attiré l'attention du public anglophone sur le Lac Baïkal.
En 2010, Boyd Norton et Dave Blanton fondent l'organisation "Serengeti Watch" pour contrer le projet de faire passer une autoroute à travers le Parc national du Serengeti,. Son livre Serengeti: The Eternal Beginning, résultat de 26 années de photographies prises au Serengeti, a connu un grand succès en tant que sensibilisation à la préservation de l'environnement. Il est aussi l'auteur de Conservation Photography Handbook: How to Save the World One Photo at a Time.
Boyd Norton est l'un des membres fondateurs de l'ILCP - The International League of Conservation Photographers dont la mission est d'encourager toute sauvegarde culturelle et environnementale par des films et photographies éthiques. Il a, en outre, fait partie du Conseil d'administration de la North American Nature Photography Association (en).

## Récompenses
- 2015 : prix Ansel-Adams, décerné par le Sierra Club.

## Ouvrages
- Conservation Photography Handbook: How to Save the World One Photo at a Time, Amherst Media, 2016  (ISBN 978-1608959853)
- Serengeti: The Ethernal Beginning, Fulcrum Publishing, 2011  (ISBN 978-1555915933)
- Baikal: Sacred Sea of Siberia, Sierra Club, 1995  (ISBN 978-0871563583)
- The African Elephant: The Last Days of Eden Voyageur Press, 1991  (ISBN 978-1853102912)
- The Mountain Gorilla, Voyageur Press, 1990  (ISBN 978-0896581340)
- Divided Twins: Alaska and Siberia, Viking Studio, 1988  (ISBN 978-0670819515)
- Alaska: Wilderness Frontier, Reader's Digest Press, 1977  (ISBN 978-0070474697)
- Rivers of the Rockies, Rand McNally, 1975  (ISBN 978-0528810121)
- The Grand Tetons, Viking, 1974  (ISBN 0670347779)
- Snake Wilderness, Sierra Club, 1972  (ISBN 0871560615)